# Завтрак младенца
Завтрак младенца (фр. Repas de bébé, 1895) — документальный немой короткометражный фильм; один из первых фильмов, снятых братьями Люмьер. В фильме показано, как Огюст Люмьер и его жена кормят с ложечки девочку-младенца, сидящую между ними за столом. 
Как и остальные первые фильмы Люмьеров, этот ролик снят аппаратом «Синематограф» на 35-мм киноплёнку. Соотношение сторон кадра 1,33:1.

## Фильм
В фильме снялись Огюст Люмьер, его супруга Маргерит и дочь Андре Люмьер, родившаяся в 1894 году. Андре Люмьер умерла в 1918 году в Лионе от осложнений, связанных с эпидемией гриппа.

## Показ
- Фильм был показан седьмым на знаменитом первом платном люмьеровском киносеансе из десяти фильмов в Париже в подвале «Гран-кафе» на бульваре Капуцинок 28 декабря 1895 года[1][2].